# Forte de Montedor
O Forte de Montedor, também referido como Fortim de Montedor e Forte de Paçô, localiza-se sobre a praia de Paçô, na freguesia de Carreço, município e distrito de Viana do Castelo, em Portugal.
Encontra-se classificado como Imóvel de Interesse Público pelo Decreto n.º 47.508, publicado no DG n.º 20, de 24 de Janeiro de 1967.

## História
Com o fim da Guerra da Restauração (1640-1668), foi um dos quatro fortins edificados no litoral entre Caminha e Viana do Castelo com o objetivo de reforçar a defesa da costa atlântica do Alto Minho, vulnerável a um possível ataque da Armada espanhola. Os demais foram o Forte da Vinha na Areosa, e os fortes do Cão e de Lagarteira em Vila Praia de Âncora. Estes somavam-se ao Forte da Ínsua, construído durante aquele conflito para defesa da barra sul do rio Minho.
Nessa linha, à época, foram remodeladas fortificações já existentes como o Castelo de Valença, o Castelo de Vila Nova de Cerveira e o Forte de Santiago da Barra. Para complemento da defesa da margem esquerda (sul) do rio Minho foi erguido o Forte de São Francisco de Lovelhe (ou de Lobelhe), em Vila Nova de Cerveira.
Diversas destas fortificações destacaram-se não só neste momento, como também, na primeira metade do século XIX, durante a Guerra Peninsular e nas Guerras Liberais.
Em 1983 o imóvel passou para a alçada da Região de Turismo do Alto Minho (entidade já extinta), quando foi equacionado o aproveitamento turístico e cultural do seu espaço. Em 1995 foi elaborado um projeto, de autoria do arquiteto Luís Teles, para adaptação do forte a restaurante, posteriormente substituído por outro, do mesmo arquitecto, para instalação de um centro de interpretação e de apoio a percursos ambientais.
Em 2004 o imóvel foi objeto de intervenção de conservação e restauro.

## Características
Fortificação marítima abaluartada, de pequenas dimensões e alçados simples, apresenta planta estrelada no estilo maneirista, sendo constituído por quatro baluartes desiguais. A face voltada ao mar é de forma curva, sendo a face oposta é côncava. Nesta rasga-se o portão de armas, em arco de volta perfeita. Em seu interior encontram-se as dependências de serviço, formando um corredor no centro da praça.
A sua tipologia estrutural apresenta semelhanças com os fortes da Areosa e do Cão, cuja planimetria constituiu, à época, um avanço no sistema de defesa e vigia. Acredita-se que este conjunto de fortes litorâneos possa ter sido delineado pelo mesmo arquiteto.